# Anepisceptus revoili
Anepisceptus revoili är en insektsart som först beskrevs av Lucas, H. 1884.  Anepisceptus revoili ingår i släktet Anepisceptus och familjen vårtbitare. Inga underarter finns listade i Catalogue of Life.